# Thierry Chenal
Thierry Chenal (* 2. November 1992 in Aosta) ist ein ehemaliger italienischer Biathlet.
Thierry Chenal vom Verein C.S. Esercito gehörte dem italienischen Nationalkader seit 2011 an. Er debütierte international im Rahmen der Biathlon-Juniorenweltmeisterschaften 2011 in Nové Město na Moravě, wo er als bestes Einzelergebnis einen 34. Rang im Sprint erreichte sowie gemeinsam mit Benjamin Plaickner und Maikol Demetz die Silbermedaille hinter der russischen Vertretung im Staffelrennen gewann. 2013 verpasste er eine zweite Staffelmedaille als Viertplatzierter in Obertilliach nur um einen Rang, Platz 35 in der Verfolgung war die einzige Top-40-Platzierung in Einzelrennen. Bessere Ergebnisse erreichte Chenal bei den Juniorenrennen der Biathlon-Europameisterschaften 2013 in Bansko, wo er 15. im Sprint und 21. der Verfolgung wurde.
Sein internationales Debüt bei den Männern gab Chenal 2012 im Rahmen eines IBU-Cup-Sprintrennens in Ridnaun und verpasste als 61. um einen Rang die Verfolgung. In der folgenden Saison erreichte er an selber Stelle mit Platz 17 in einem Einzel erstmals die Punkteränge. Es ist zugleich das bislang beste Resultat des Italieners in der zweithöchsten Rennserie. Erste internationale Meisterschaften bei den Männern wurden die Biathlon-Europameisterschaften 2014 in Nové Město na Moravě, bei der Chenal 57. des Einzels wurde, als 62. des Sprints die Verfolgung um zwei Ränge verpasste und mit Giuseppe Montello, Thomas Bormolini und Pietro Dutto als Startläufer Zehnter im Staffelrennen wurde.

## Statistiken

### Weltcupplatzierungen
Die Tabelle zeigt alle Platzierungen (je nach Austragungsjahr einschließlich Olympische Spiele und Weltmeisterschaften).
- 1.–3. Platz: Anzahl der Podiumsplatzierungen
- Top 10: Anzahl der Platzierungen unter den ersten zehn (einschließlich Podium)
- Punkteränge: Anzahl der Platzierungen innerhalb der Punkteränge (einschließlich Podium und Top 10)
- Starts: Anzahl gelaufener Rennen in der jeweiligen Disziplin
- Staffel: inklusive Mixed- und Single-Mixed-Staffeln

| Platzierung         | Einzel | Sprint | Verfolgung | Massenstart | Staffel | Gesamt |
| ------------------- | ------ | ------ | ---------- | ----------- | ------- | ------ |
| 1. Platz            |        |        |            |             |         |        |
| 2. Platz            |        |        |            |             | 1       | 1      |
| 3. Platz            |        |        |            |             |         |        |
| Top 10              |        |        |            |             | 5       | 5      |
| Punkteränge         |        | 2      | 1          |             | 6       | 9      |
| Starts              | 5      | 11     | 4          |             | 6       | 26     |
| Stand: Karriereende |        |        |            |             |         |        |